# Chasseur de trésors
Cet article concerne un jeu vidéo. Pour les chasseurs de trésors en général, voir Chasse au trésor.
Chasseur de trésors est un jeu vidéo d'aventure développé par le studio français Cryo Interactive et coproduit par Philips Média France et Microfolie's en 1997. Il a été édité pour PC sous Windows ainsi que sur MAC OS.

## Synopsis
Le jeu se déroule à l'époque contemporaine (1997), en Amérique du Nord. Le joueur incarne le neveu d'un vieil explorateur, Tuck Pinkleton, qui a construit un musée de la marine dans le village de Golden Greek, mais se trouve à court d'argent pour réunir les fonds nécessaires à l'organisation des expositions. Pour remplir les caisses du musée, Tuck demande à son neveu de partir à la chasse aux trésors en explorant les épaves de navires engloutis. Tuck dispose du yacht de son oncle, d'un ordinateur doté d'un visiophone, et d'un budget de 30 000 dollars. Tuck doit accomplir cinq missions pour rassembler l'argent nécessaire à son oncle.

## Principe du jeu
Chasseur de trésors est un jeu d'aventure à la première personne (le joueur voit ce que voit son personnage). L'interface indique en permanence, en haut de l'écran, le nombre de jours écoulés depuis le début de la mission et le montant des fonds rassemblés. En plaçant le curseur de la souris au bas de l'écran, le joueur peut faire apparaître une barre rassemblant des icônes correspondant aux actions possibles à un endroit donné (se déplacer, parler à un personnage, prendre un objet) et à l'équipement dont il dispose. Lors de chaque mission, le joueur doit rassembler des informations sur le naufrage d'un navire, interroger des experts sur le sujet, puis rassembler des fonds et recruter un équipage afin de monter une expédition pour aller explorer le lieu du naufrage. Le jeu comporte une dimension éducative sous la forme de fiches rassemblant des informations historiques sur les navires.

## Accueil
- PC Team : 80 % (pour les amateurs de culture) - 85 % (pour les amateurs de Myst-like)[2]